# Попково (Кардымовский район)
Попково — деревня в Кардымовском районе Смоленской области России. Входит в состав Тюшинского сельского поселения. Население — 27 жителей (2007 год). 
Расположена в центральной части области в 12 км к юго-западу от Кардымова, в 10 км южнее автодороги Р134 «Старая Смоленская дорога» Смоленск — Дорогобуж — Вязьма — Зубцов, на берегу реки Днепр. В 3 км восточнее деревни расположена железнодорожная станция Конец на линии Смоленск — Сухиничи. 

## История
В годы Великой Отечественной войны деревня была оккупирована гитлеровскими войсками в августе 1941 года, освобождена в сентябре 1943 года.